# Zvonimír Eichler
Zvonimír Eichler (29. ledna 1903 Karlovac v Chorvatsku – 17. února 1975) byl akademický malíř.

## Život
Studoval v Praze na Akademii výtvarných umění v letech 1923 až 1929 u profesora J. Obrovského, F. Thieleho, K. Krattnera a W. Nowaka. Stal se profesorem kreslení a učil v Trenčíně, později v Praze. Byl členem Spolku severočeských výtvarných umělců a Sdružení výtvarných umělců Purkyně.
Z katalogu poslední výstavy Zvonimíra Eichlera v galerii Československého spisovatele v prosinci 1973: „V přírodě objevuji stále něco nového. Jsem, protože musím být, před velikostí přírody nesmírně pokorným a skromným malířem. Jsem jí vděčný za umožnění každičkého pohledu. Nepřestávám se obdivovat všemu, co je kolem nás. Dlouho vybírám, až se nakonec domnívám, že ve svých obrazech nacházím i sám sebe.“